# Оук Хилс (Калифорнија)
Оук Хилс (енгл. Oak Hills) насељено је место без административног статуса у америчкој савезној држави Калифорнија.

## Демографија
По попису из 2010. године број становника је 8.879.
| Група             | 2000.    | 2010.         |
| Белци             | 0 (0,0%) | 5.475 (61,7%) |
| Афроамериканци    | 0 (0,0%) | 266 (3,0%)    |
| Азијати           | 0 (0,0%) | 226 (2,5%)    |
| Хиспаноамериканци | 0 (0,0%) | 2.719 (30,6%) |
| Укупно            | 0        | 8.879         |